# Гуус Хидинк
Гуус Хидинк (на нидерландски: Guus Hiddink, правилен правопис на собственото име Гюс, роден на 8 ноември 1946 г. в град Варсевелд, Холандия) е бивш холандски футболист. Спечелва си име във футбола заради успехите си като треньор. Той има два полуфинала на световни първенства с Холандия през 1998 и Южна Корея през 2002. И двата пъти обаче отборите му завършват на четвърто място. През 2006 холандецът извежда отборът на Австралия до осминафинал, злощастно загубен от бъдещия шампион Италия след спорна дузпа, дадена в продълженията. След световното Хидинг подписва с договор с Федерацията на Русия и става треньор на „Сборния“, с които достига полуфинал на Евро 2008, отстранявайки преди това Холандия на четвъртфинала. На 16 февруари 2010 Хидинг се договаря с Федерацията на Турция и от 30 август, когато изтича контракта му с Федерацията на Русия, ще поеме поста на национален селекционер на южната ни съседка.
На клубно ниво холандецът има 6 титли на Холандия с PSV и една FA купа на Англия с Челси през 2009. През първия си престой в PSV Хидинг спечелва Купата на Европейските шампиони (1988), която е предшественикът на най-престижното клубно състезание в света – Шампионската лига. През сезон 2004 – 05 отново с Хидинг начело PSV достигат до полуфинал в Шампионската лига, но са отстранени от Milan заради гол на чужд терен. ПСВ претърпяват загуба в Милано с 0:2 и печелят в Холандия с 3:1, което обаче не е достатъчно. През 1998 печели Интерконтиненталната купа с Реал Мадрид.
Като футболист Хидинк има скромна кариера, по-голямата част от която прекарва в отбора на Де Граафсхап. Освен за „супер фермерите“ Гуус е играл и за ПСВ Айндховен, Сан Хосе Ърткуейкс (САЩ), Вашингтон Дипломатс (САЩ), НЕК Неймеген и отново Де Граафсхап, където и завършва кариерата си като играч.